# Марр, Вильгельм
Вильгельм Марр (нем. Wilhelm Marr, 16 ноября 1819, Магдебург — 17 июля 1904, Гамбург) — немецкий журналист и политик, ввёл в широкий оборот термин «антисемитизм». Единственный сын Генриха Марра и его жены Генриетты Катарины (урожденной Бехерер). Известен как страстный агитатор и пропагандист антисемитизма.

## Биография
Родился в семье бродячего актёра. Из-за регулярных переездов не смог получить полноценного образования, учился урывками в разных городах. Работал в Вене служащим в еврейских конторах. В молодости был радикальным социалистом, находился под влиянием идей Прудона и Фейербаха.

## Антисемитизм
Вильгельм Марр впервые употребил понятие «антисемитизм» взамен терминологически отличных понятий «антииудаизм» и «юдофобия» в своем памфлете «Путь к победе германства над еврейством» (нем. Der Weg zum Sieg des Germanenthums über das Judenthum, 1880) как логическое противопоставление понятию «семитизм», им же применённому в более раннем труде «Победа иудейства над германством, рассматриваемая с нерелигиозных позиций» (нем. Der Sieg des Judenthums über das Germanenthum. Vom nicht confessionellen Standpunkt aus betrachtet, 1879). Этот термин прочно вошел в лексику политиков и журналистов, несмотря на его псевдонаучность (семитами автор считал лишь «расовых» евреев).
Считается первым пропагандистом идей анархизма в немецкоязычной Европе.
26 сентября 1879 года Марр основал в Берлине политическое объединение — «Антисемитскую лигу», которая просуществовала до конца 1880 года.

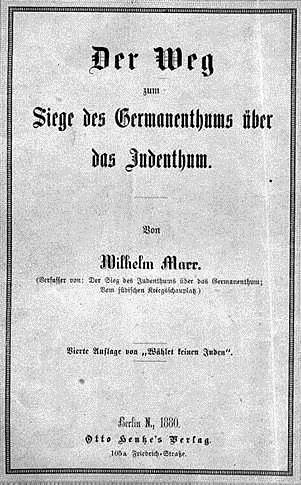
«Путь к победе германизма над еврейством». Обложка книги Вильгельма Марра. 1880